# 41 Suwalski Pułk Piechoty

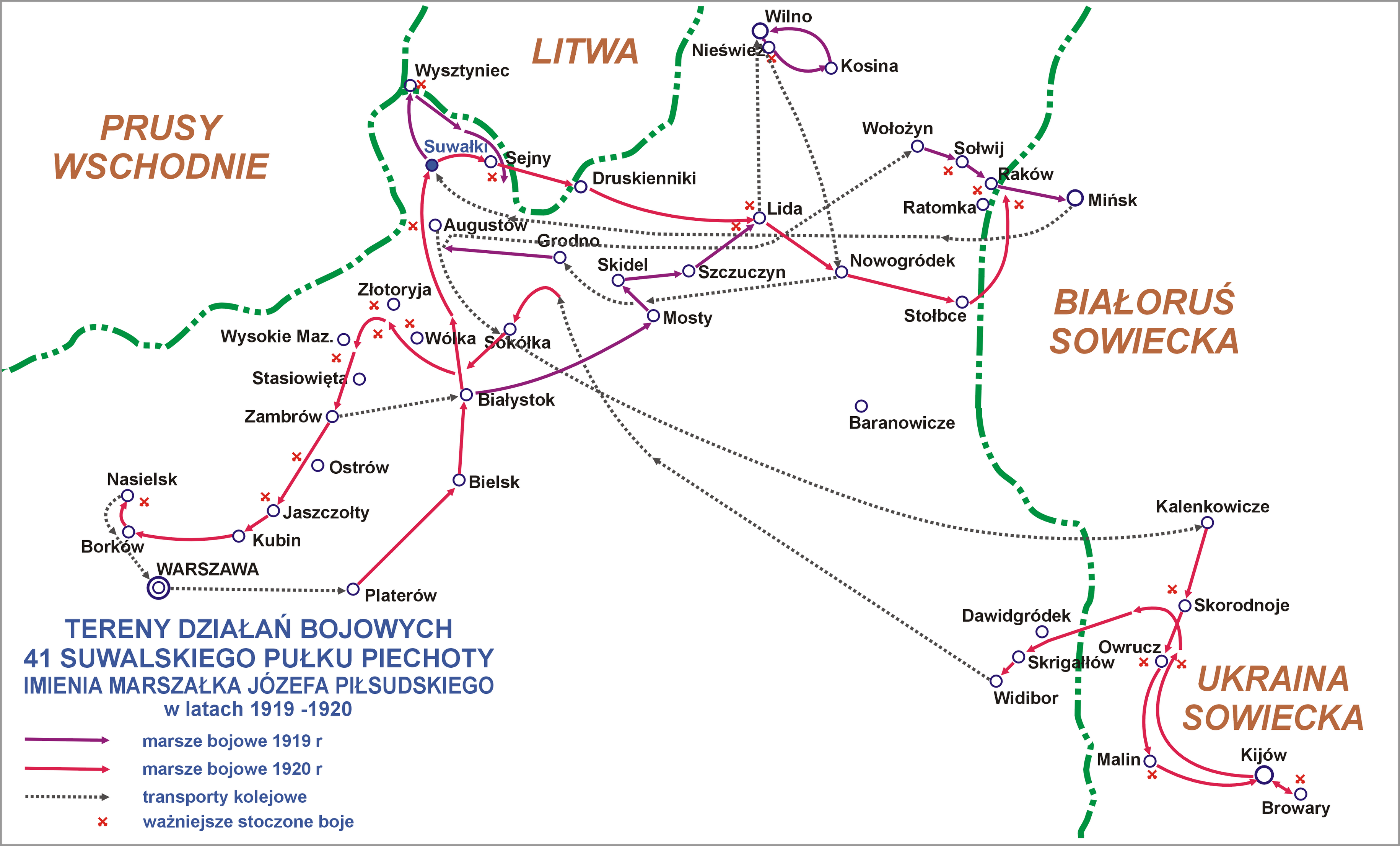
Tereny działań bojowych pułku w latach 1919-1920

41 Suwalski Pułk Piechoty Marszałka Józefa Piłsudskiego (41 pp) – oddział piechoty Samoobrony Litwy i Białorusi oraz Wojska Polskiego II RP.
Swoje święto obchodził 16 kwietnia – w rocznicę pierwszej bitwy pod Lidą.
W okresie II RP wchodził w skład 29 Dywizji Piechoty. Stacjonował w Suwałkach.

## Formowanie i zmiany organizacyjne
Rodowód swój wywodził z 1 pułku Strzelców Suwalskich formowanego w grudniu 1918 w Zambrowie, w składzie Dywizji Litewsko-Białoruskiej. Jako datę oficjalnego powstania pułku przyjmuje się dzień 19 grudnia 1918 roku, w którym to ukazał się pierwszy rozkaz organizacyjny. Tego dnia pułk składał się z majora Mieczysława Mackiewicza (dowódcy), podporucznika Klemensa Lutostańskiego (adiutanta), kilku oficerów i 16 szeregowych. Jednym z pierwszych szeregowych był Jerzy Tyszka, który pełnił funkcję szefa kancelarii, pisarza i gońca. Major Mackiewicz wydał odezwę do mieszkańców Suwalszczyzny, wzywającą do wstępowania w szeregi pułku. Jako pierwsza do Zambrowa przybyła kompania pod dowództwem porucznika Sławomira Użupisa, złożona z członków Polskiej Organizacji Wojskowej.
Początkowo występował w składzie dwóch batalionów. Dopiero w sierpniu 1919 roku został uzupełniony III batalionem sformowanym z kompanii obserwacyjnych Dowództwa Obrony Kresów Suwalskich. W lipcu 1919 roku pułk został przemianowany na 41 Suwalski pułk piechoty.
W grudniu 1919 batalion zapasowy pułku stacjonował w Augustowie.

## Walki o granice
W połowie lutego 1919 roku pułk wyruszył na front przeciwrosyjski w rejon Mosty – Skidel i obsadzał tereny opuszczane stopniowo przez Niemców. W pierwszych dniach marca brał udział w wypieraniu Rosjan w kierunku północnym i przeprowadził udane natarcie na Szpilki. 30 marca obsadza rubież Dźwiny i stąd rusza na Lidę. Od 16 kwietnia toczył zażarte walki o miasto. Walki kończą się zwycięstwem.
W końcu kwietnia przetransportowano pułk na północ celem obrony Wilna. Tam w krwawych walkach w rejonie Niemierzy i Ogrodnik pułk po raz wtóry zmusza przeciwnika do odwrotu na wschód. Pułk wkroczył do Wilna.
W połowie czerwca pułk otrzymał rozkaz obsadzić Suwalszczyznę. Właśnie tutaj dołączył III batalion, który do tej pory obsadzał linę demarkacyjną wzdłuż Kanału Augustowskiego aż po granicę Prus Wschodnich.
Od połowy lipca 1919 pułk brał udział w ofensywie na Mińsk.
Od końca sierpnia 1919 roku do marca 1920 roku przebywał na polsko-litewskiej linii demarkacyjnej. Po zluzowaniu został przetransportowany do Kalenkowicz i stąd wyruszył na „wyprawę kijowską”. 25 kwietnia zajął Owrucz, a 28 kwietnia ruszył w kierunku Malina i wykonał uderzenie na stację kolejową.
11 maja pułk obsadził stanowiska na przedmościach Kijowa, w rejonie Browary – Kniażyce. Tu przez wiele dni odpierał ataki Rosjan, którzy starali się wyprzeć oddziały pułku za Dniepr. Także wypad na Trebuchowo zakończył się sukcesem.
Na skutek przerwania się armii konnej Budionnego na tyły 3 Armii, oddziały polskie rozpoczęły odwrót spod Kijowa. Pułk prowadził działania opóźniające. Walczył nad Uszą, stoczył zacięty bój o Owrucz. Mimo zwycięstwa, zmuszony był cofać się dalej. 
Podczas odwrotu wojsk polskich z Ukrainy, wchodzący w skład grupy płk. Jana Rybaka 41 pułk piechoty otrzymał rozkaz obsadzenia i utrzymania przez dwa dni Skorodna. 21 czerwca pułk zajął stanowiska na zachodnim brzegu Sławecznej, utrzymując na wschodnim brzegu jeden pluton do osłony dwóch mostów. Dowódca pułku wysłał na przedpole oficerski patrol rozpoznawczy w kierunku na Troszki, w celu zdobycia informacji o siłach i zamiarach nieprzyjaciela. Pojmani przez patrol jeńcy zeznali, że na Skorodno planowane jest uderzenie brygady liczącej około 2 000 żołnierzy, z dwudziestoma ckm-ami. W tym czasie 41 pp liczył około 2500 żołnierzy, a na uzbrojeniu posiadał około 50 karabinów maszynowych. Zarówno przewaga liczebna jak i taktyczna pozwoliła mjr. Ignacemu Oziewiczowi narzucić przeciwnikowi swój sposób rozegrania walki. Postanowił on pozwolić oddziałom sowieckim przeprawić się przez rzekę, aby następnie odciąć je od mostów i zniszczyć koncentrycznym uderzeniem.
Rano 22 czerwca pod Skorodno podeszły patrole czołowe nieprzyjaciela. Pluton podporucznika Sakowskiego, osłaniający dostęp do mostów, opuścił stanowiska i pospiesznie wycofał się na zachodni brzeg. Zachęceni tym czerwonoarmiści z marszu przystąpili do natarcia. Gdy główne siły sowieckie przeszły przez mosty, polski oddział obejścia (10 kompania) przeszedł na tyły wojsk sowieckich i powtórnie obsadził oba mosty. Wówczas na sygnał dowódcy pułku koncentrycznie uderzyły II i III batalion. Spychani w kierunku rzeki sowieccy strzelcy weszli pod lufy wzmocnionej karabinami maszynowymi 10 kompanii.
22 czerwca pułk rozbił brygadę piechoty rosyjskiej, zadając jej wielkie straty i zdobywając 12 karabinów maszynowych.
W latach 1919–1920 zginęło w walkach 262 oficerów i szeregowych. Największe skupiska mogił żołnierzy pułku znajdowały się w Lidzie oraz w Borkowie i m. Rudnia Nikołajewska za Kijowem.
Za bohaterstwo w walce 42 żołnierzy odznaczono Krzyżem Srebrnym Orderu Wojskowego Virtuti Militari, a 243 – Krzyżem Walecznych. Także sztandar jednostki został uhonorowany Krzyżem Srebrnym Orderu „Virtuti Militari” nr 2983.

### Mapy walk pułku

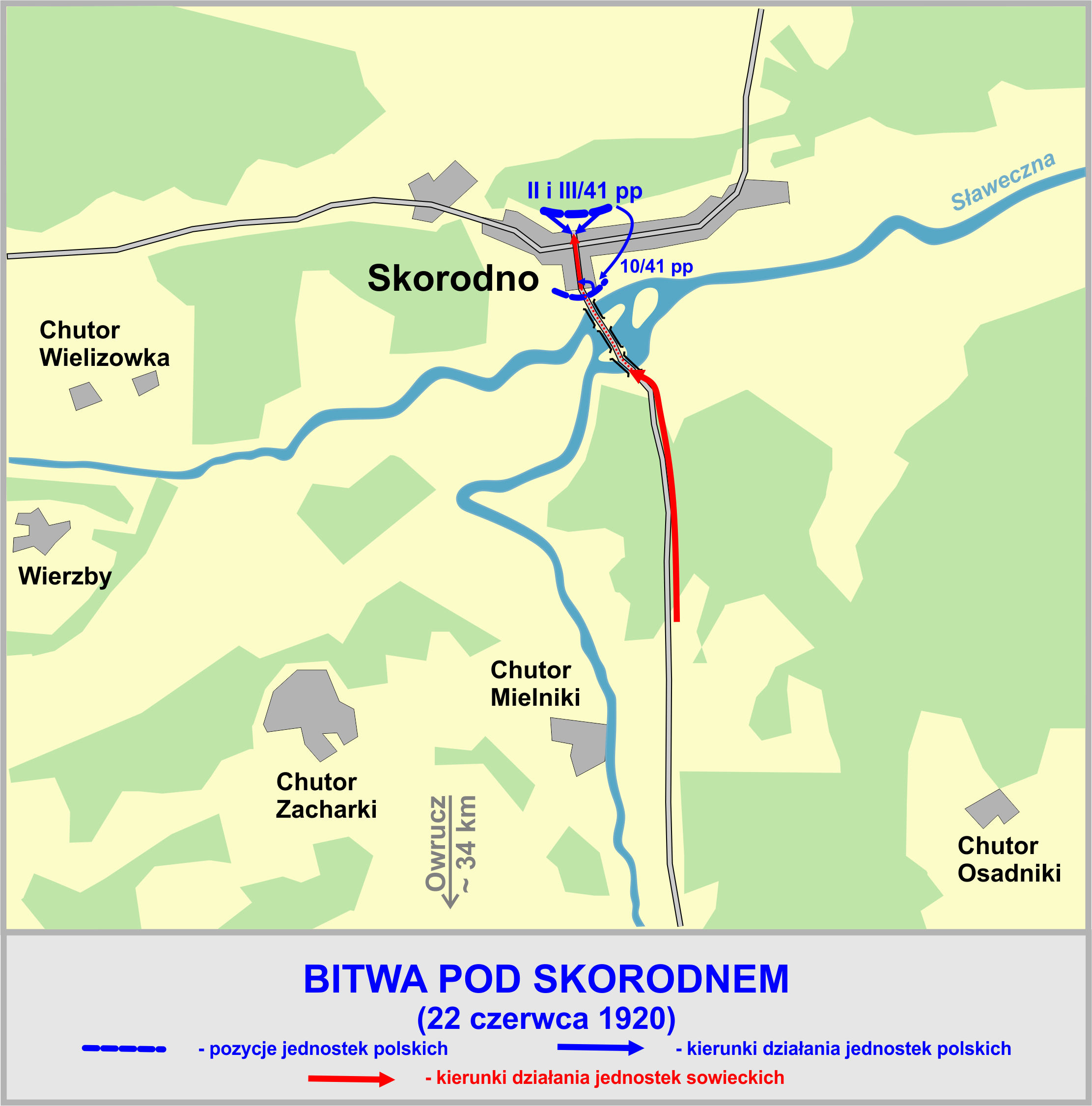
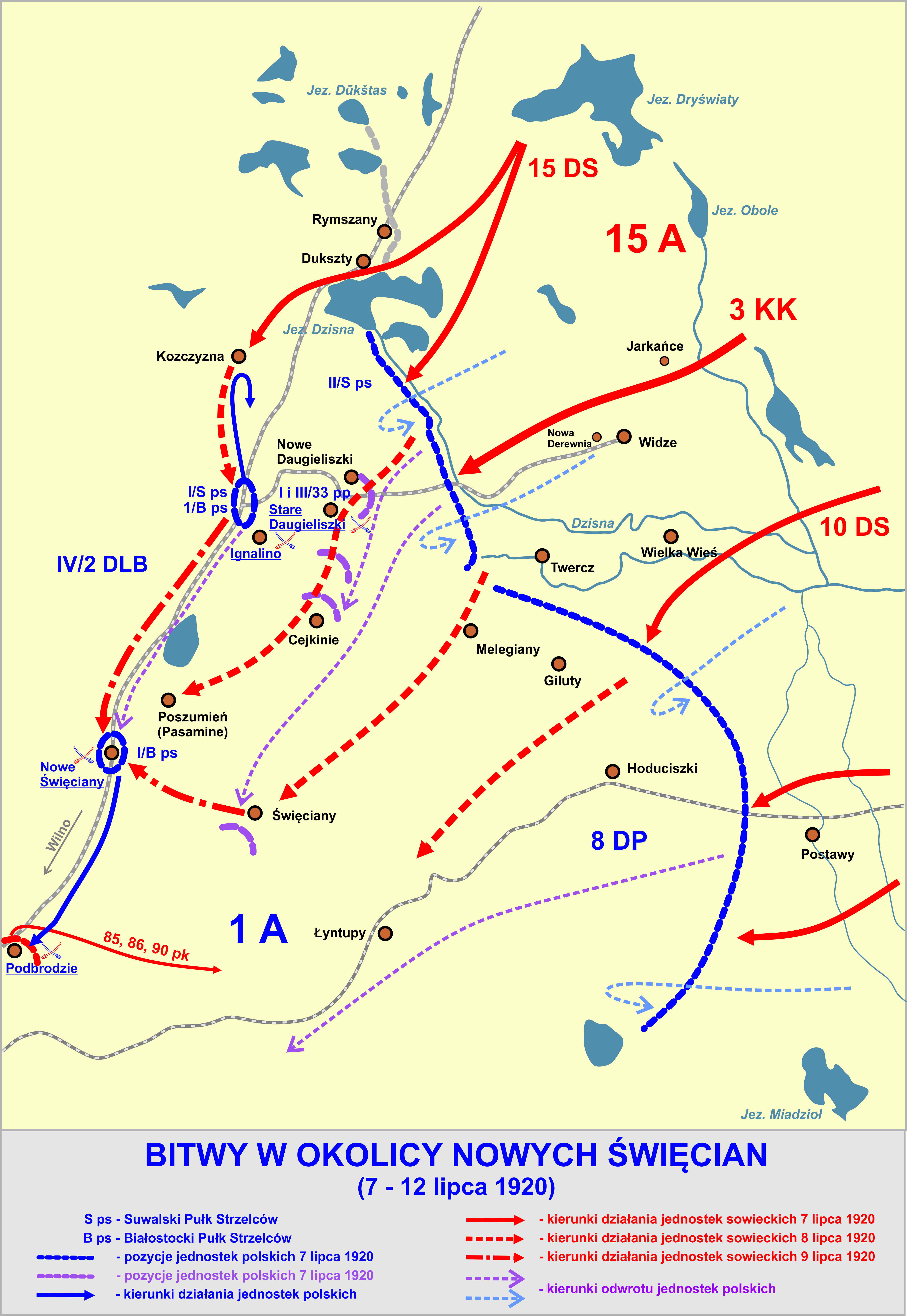
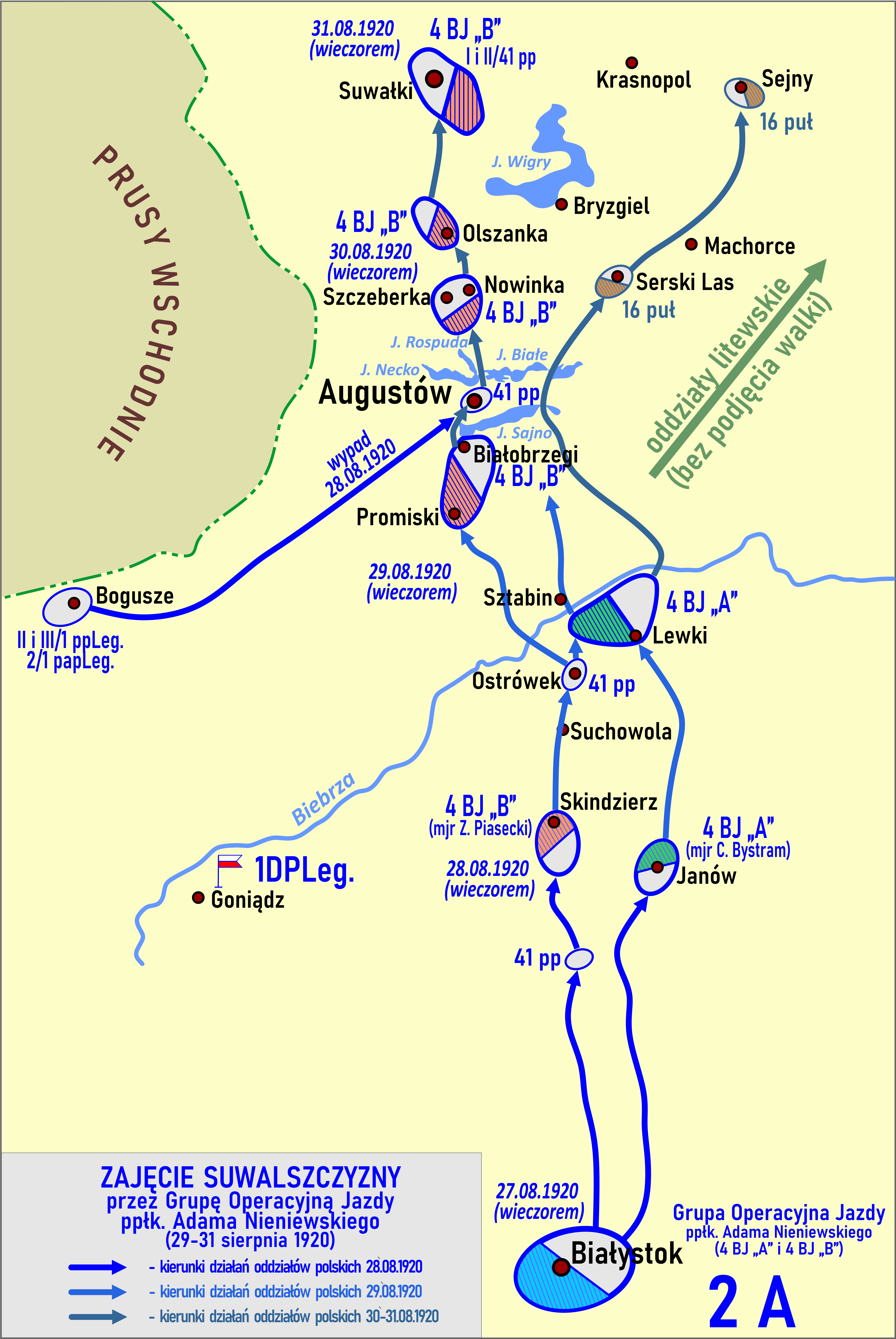
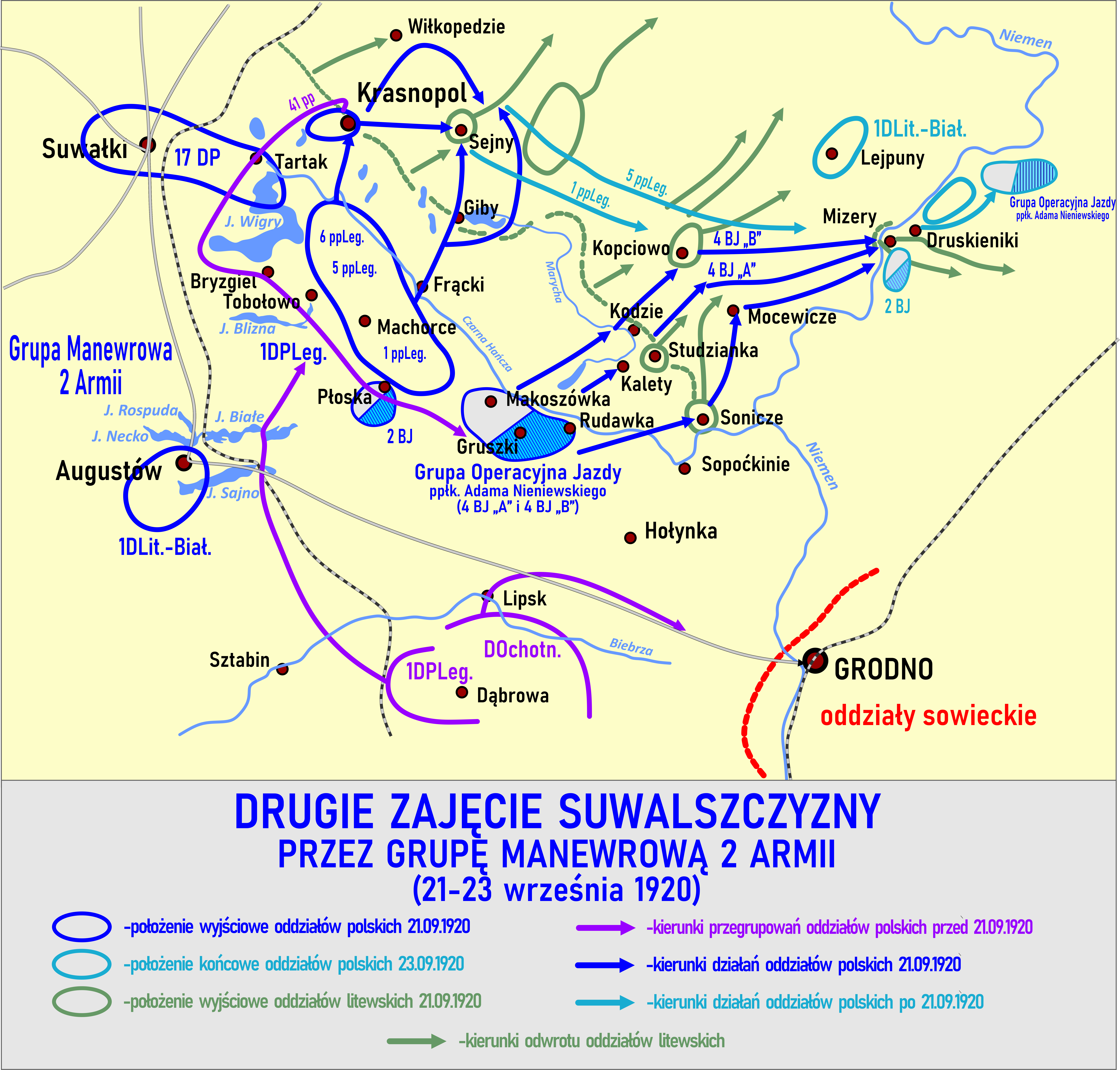

### Kawalerowie Orderu Virtuti Militari
| Żołnierze odznaczeni Krzyżem Srebrnym Orderu Wojskowego Virtuti Militari za wojnę 1918-1921 | Żołnierze odznaczeni Krzyżem Srebrnym Orderu Wojskowego Virtuti Militari za wojnę 1918-1921 | Żołnierze odznaczeni Krzyżem Srebrnym Orderu Wojskowego Virtuti Militari za wojnę 1918-1921 |
| ------------------------------------------------------------------------------------------- | ------------------------------------------------------------------------------------------- | ------------------------------------------------------------------------------------------- |
| Chorągiew pułku                                                                             | sierż. Franciszek Bekielewski                                                               | ś.p. kpt. Wiktor Biretto                                                                    |
| ppor. Józef Bizio                                                                           | por. Czesław Cierpicki nr 4863                                                              | pchor. Stanisław Chmielewski nr 575                                                         |
| pchor. Ludwik Gasztowt                                                                      | por. Adolf Galinowski                                                                       | por. Waldemar Herloff                                                                       |
| por. Michał Hurczyn                                                                         | por. Wacław Iwaszkiewicz nr 4862                                                            | mjr Stanisław Juszczacki                                                                    |
| kpr. Piotr Komar                                                                            | sierż. Michał Kowalski                                                                      | plut. Franciszek Kubat nr 623                                                               |
| plut. Michał Kupstas                                                                        | sierż. szt. Stefan Kuligowski                                                               | ppor. Bolesław Lenczowski                                                                   |
| por. Klemens Lutostański                                                                    | sierż. szt. Michał Łazarski nr 4865                                                         | por. Wacław Makatrewicz                                                                     |
| por. Józef Maciejowski                                                                      | st. szer. Michał Makarczyk                                                                  | sierż. szt. Franciszek Nieczkowski                                                          |
| plut. Antoni Morawski                                                                       | kpr. Piotr Matukin                                                                          | kpr. Adolf Matukin                                                                          |
| mjr Ignacy Oziewicz                                                                         | kpt. Konstanty Pereświet-Sołtan                                                             | plut. Wincenty Przybylski                                                                   |
| st. szer. Aleksander Romalowski nr 4864                                                     | plut. Marcin Rola                                                                           | kpr. Józef Rozmysłowski                                                                     |
| por. Kazimierz Rutkowski                                                                    | por. Ludwik Smoleń                                                                          | pchor. Witold Świda                                                                         |
| por. Wacław Wilniewczyc                                                                     | por. Władysław Wiecierzyński                                                                | ppor. Edward Witliński                                                                      |
| pchor. Franciszek Trzankowski                                                               | sierż. Jan Zaleski                                                                          | sierż. szt. Mikołaj Zagórski                                                                |
| por. Edward Żórawski                                                                        |                                                                                             |                                                                                             |

## Pułk w okresie pokoju

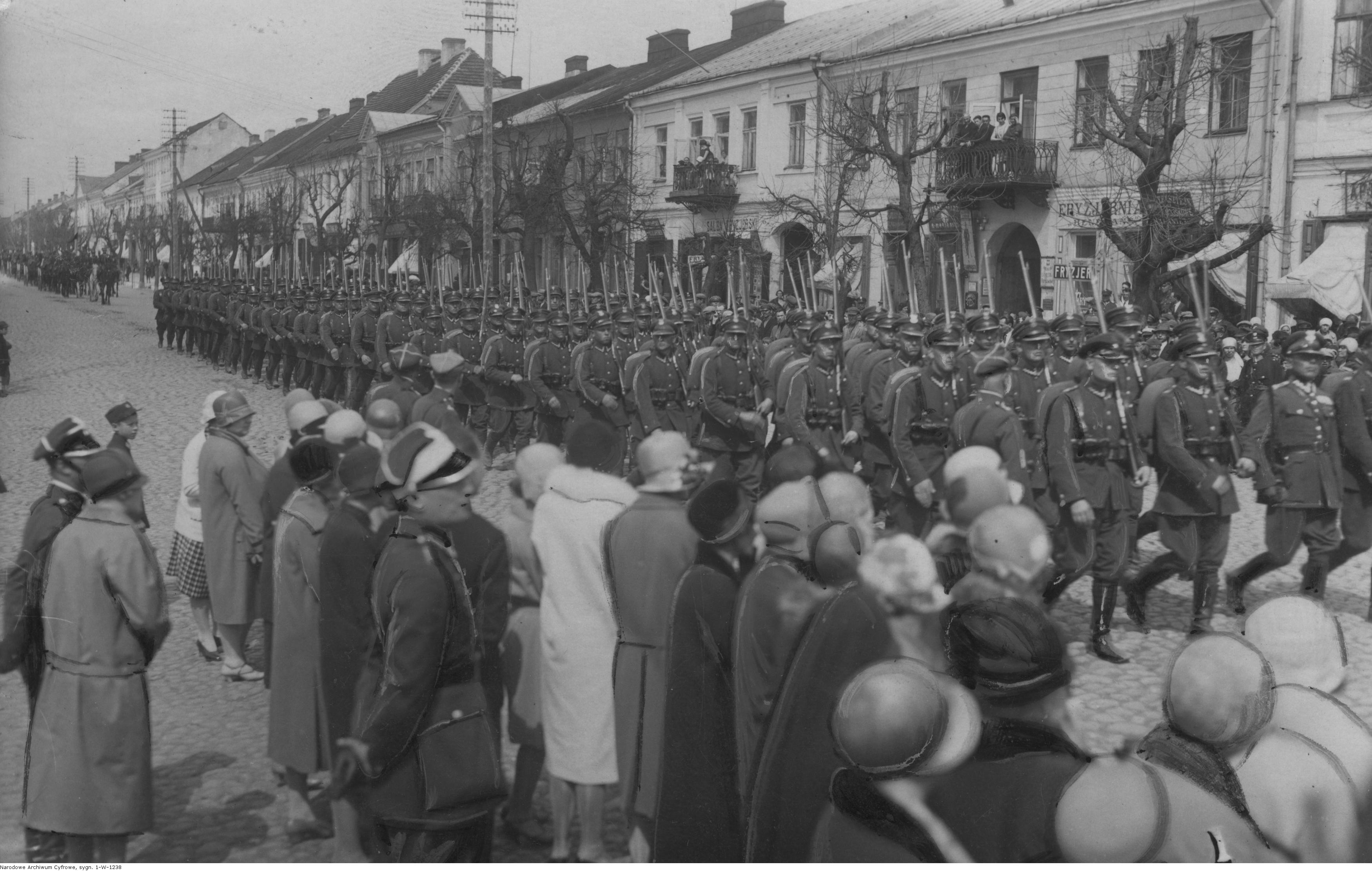
Święto 41 Suwalskiego pułku piechoty – defilada na ulicach miasta; 8 maja 1928

W okresie międzywojennym 41 pułk piechoty stacjonował w garnizonie Suwałki na terenie Okręgu Korpusu Nr III i wchodził w skład 29 Dywizji Piechoty. Kadra batalionu zapasowego 41 pp stacjonowała w Sokółce

### Zakwaterowanie
Po przejściu jednostek Wojska Polskiego na stopę pokojową pułk zajął największy kompleks koszarowy w Suwałkach. Położone w południowej części miasta, przy szosie do Augustowa, porosyjskie koszary liczyły około 80-90 obiektów, z czego kilkanaście piętrowych budynków koszarowych oraz mniejsze - gospodarcze i funkcyjne. Od początku lat 20. XX w kompleks nazwano Koszarami im. Tadeusza Kościuszki. W rejonie koszar znajdowały się: strzelnica (tzw. stara), gazownia, areszt, łaźnia i piekarnia garnizonowa.

Na przełomie lat 20. i 30. XX w. rozpoczęto gruntowne remonty w większości obiektów. Skupiono się na poprawie bazy szkoleniowej, warunków socjalnych, a także estetyce budynków. Wybudowano też miejsca spacerowe, altanki, wytyczono alejki i trawniki. W 1931 pułk otrzymał 3 000 złotych na 1500 sadzonek lipy, akacji, klonu, jesionu, grabu, morwy, dębu, modrzewia, brzozy i topoli oraz na 11 000 sadzonek świerku i bukszpanu na żywopłot. W połowie lipca 1934 oddano do użytku zbudowaną przez żołnierzy bocznicę i rampę kolejową. W lipcu 1933 pionierzy pułku rozpoczęli budowę kąpieliska na Stawie „Arkadia”.

### Szkolenie
W szkoleniu szczególny nacisk kładziono na wyszkolenie strzeleckie, w tym na strzelanie nocne oraz na organizację systemu ognia. Na wysokim poziomie stało wyszkolenie bojowe. W szkoleniu taktycznym ćwiczono przede wszystkim działania opóźniające, marsze ubezpieczone dzienne i nocne, kończące się bojem. Rozpoczęto również intensywne szkolenie w zakresie działań obronnych. Nie spotykało się to z dobrą oceną najwyższych dowódców.

Szkolenie pododdziałów pułku odbywało się także na garnizonowym placu ćwiczeń „Płociczno”
Kadra zawodowa pułku uzyskiwała zróżnicowane oceny z wyszkolenia. Najlepiej oceniano przygotowanie kolejnych dowódców pułku i oficerów sztabowych. Gros ich uzyskiwało oceny dobre i bardzo dobre. Gorzej oceniano kadrę z dużym stażem, ale nieposiadającą odpowiedniego przygotowania do służby w czasie pokoju. Oficerowie młodsi, wychowankowie polskich szkół oficerskich, byli oceniani wyżej. Dość nisko oceniał umiejętności taktyczne oficerów pułku inspektor armii, gen. Stefan Dąb-Biernacki. W jego notatkach z czerwca 1934 pułk sklasyfikowano na jednym z ostatnich miejsc pod względem poziomu wyszkolenia kadry oficerskiej. W końcu lat 30. XX w. gen. dyw. Mieczysław Norwid-Neugebauer ocenił wartość kadry i oficerów jako dostateczną pod kątem stopnia wyszkolenia i wartości taktycznych, a jako przeciętną pod kątem wartości moralnych i wychowawczych.
Na podstawie rozkazu wykonawczego Ministerstwa Spraw Wojskowych do Departamentu Piechoty o wprowadzeniu organizacji piechoty na stopie pokojowej PS 10-50 z 1930 roku, w Wojsku Polskim wprowadzono trzy typy pułków piechoty. 41 pułk piechoty zaliczony został do typu II pułków piechoty (tzw. wzmocnionych). W każdym roku otrzymywał około 845 rekrutów. Stan osobowy pułku wynosił 68 oficerów oraz 1900 podoficerów i szeregowców. Na czas wojny przewidywany był do pierwszego rzutu mobilizacyjnego. W okresie zimowym posiadał dwa bataliony starszego rocznika i batalion szkolny, w okresie letnim zaś trzy bataliony strzeleckie. Jego stany były wyższe od pułku „normalnego” (typ I) o ok. 400-700 żołnierzy.

## Wojna obronna 1939
Podczas wojny obronnej 1939 walczył w składzie macierzystej 29 Dywizji Piechoty w odwodowej Armii „Prusy”.

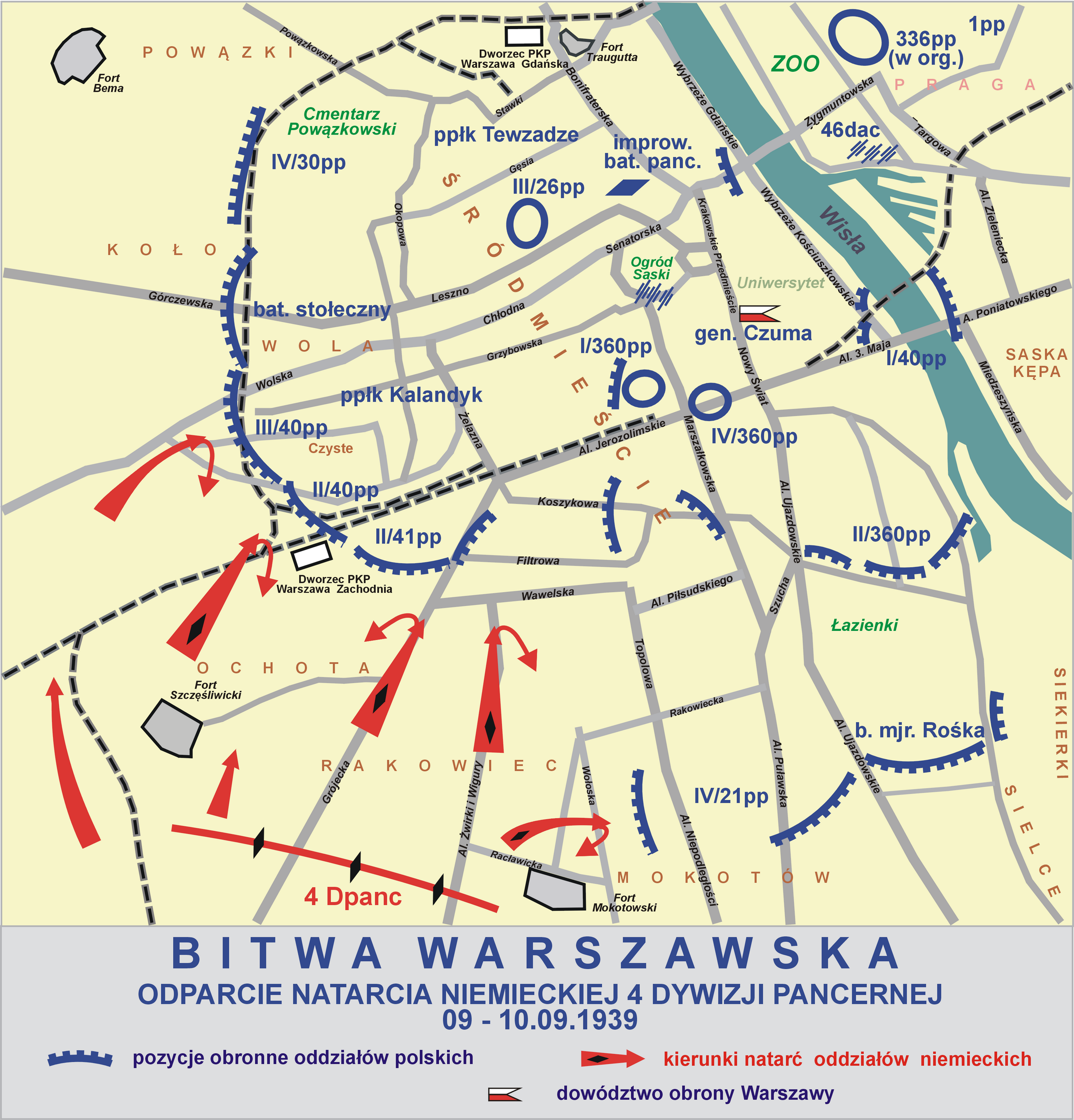
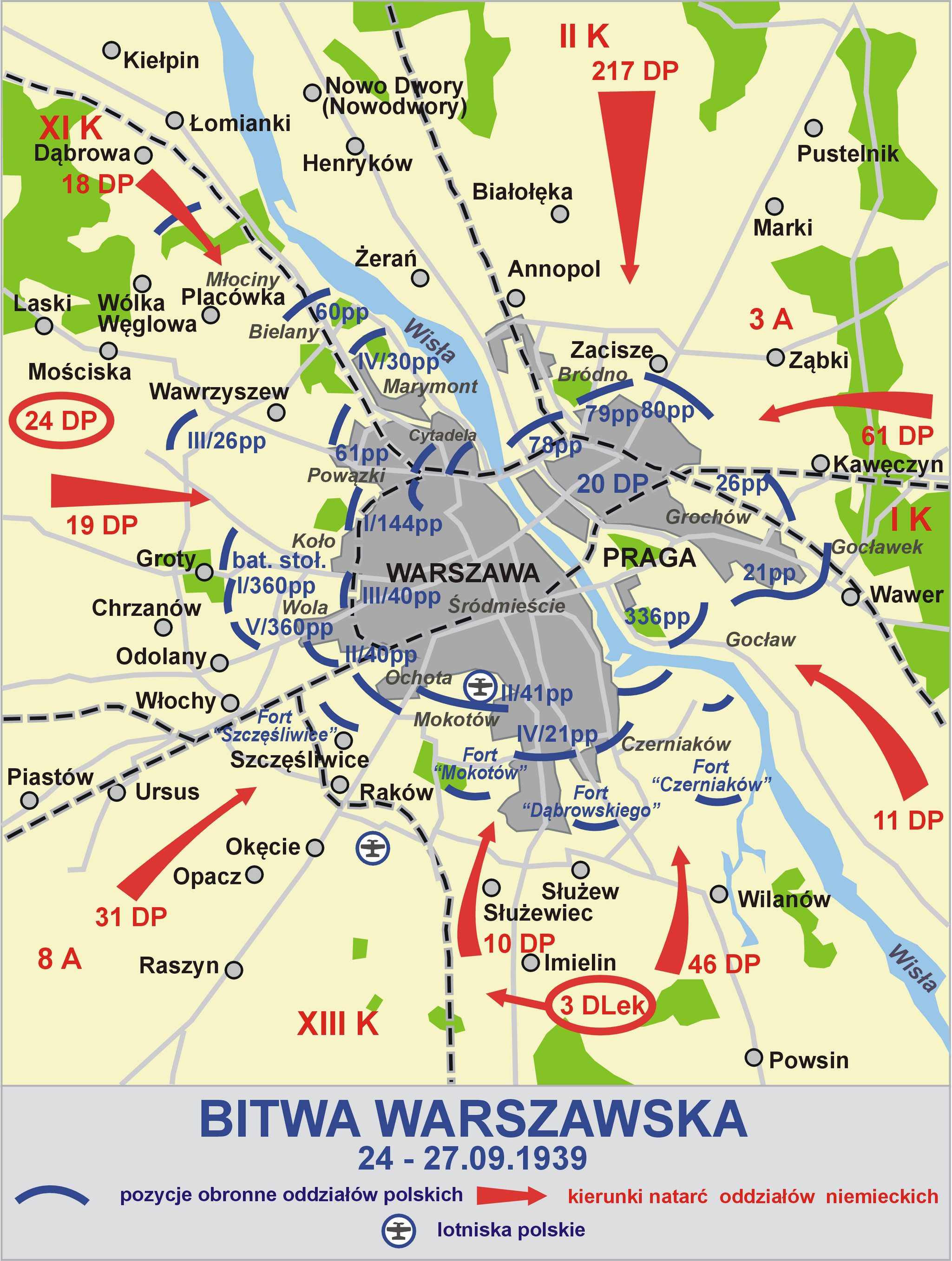

| Struktura organizacyjna i obsada personalna we wrześniu 1939 | Struktura organizacyjna i obsada personalna we wrześniu 1939    |
| Stanowisko                                                   | Stopień, imię i nazwisko                                        |
| Dowództwo                                                    | Dowództwo                                                       |
| ------------------------------------------------------------ | --------------------------------------------------------------- |
| dowódca                                                      | ppłk Kazimierz Wyderko                                          |
| I adiutant                                                   | kpt. piech. Stanisław Czupryna †1940 Charków                    |
| II adiutant                                                  | NN                                                              |
| oficer informacyjny                                          | NN                                                              |
| oficer łączności                                             | kpt. piech. Ignacy Lubowski                                     |
| kwatermistrz                                                 | kpt. piech. Mieczysław Żukowski                                 |
| oficer płatnik                                               | NN                                                              |
| oficer żywnościowy                                           | ppor. rez. Karol Stanisław Pigłosiewicz                         |
| naczelny lekarz                                              | kpt. lek. dr Stanisław Gierałtowski                             |
| kapelan                                                      | st. kap. rez. ks. Bolesław Cieciuchowski                        |
| dowódca kompanii gospodarczej                                | kpt. adm. Stanisław Siedlecki                                   |
| I batalion                                                   |                                                                 |
| dowódca I batalionu                                          | mjr Edward Euzebiusz Billik                                     |
| adiutant batalionu                                           | NN                                                              |
| dowódca 1 kompanii strzeleckiej                              | mjr Edward Józef Roth                                           |
| dowódca 2 kompanii strzeleckiej                              | kpt. Piotr Zadrowski                                            |
| dowódca 3 kompanii strzeleckiej                              | por. Władysław Szymborski                                       |
| dowódca 1 kompanii ckm                                       | kpt. Marcin Borek                                               |
| II batalion                                                  |                                                                 |
| dowódca II batalionu                                         | mjr piech. Roman Marian Zagłoba-Kaniowski (do 10 IX)            |
| dowódca II batalionu                                         | mjr kontr. Artemi Aroniszydze (od 11 IX)                        |
| adiutant batalionu                                           | por. Józef Golik                                                |
| dowódca plutonu łączności                                    | ppor. piech. rez. Stefan Bielecki                               |
| dowódca 4 kompanii strzeleckiej                              | por. rez. Józef Sawicki                                         |
| dowódca I plutonu                                            | ppor. Wojciech Szczęsnowicz †22/23 IX 1939                      |
| dowódca 5 kompanii strzeleckiej                              | por. piech. Władysław Roszko                                    |
| dowódca 6 kompanii strzeleckiej                              | kpt. Stanisław Łaganowski (do 23 IX)                            |
| dowódca 6 kompanii strzeleckiej                              | podkom. SG (ppor. piech. rez.) Stanisław Karol Stopa (od 23 IX) |
| dowódca 2 kompanii ckm                                       | por. Franciszek Marian Worek                                    |
| III batalion                                                 |                                                                 |
| dowódca III batalionu                                        | mjr Kazimierz Buncler                                           |
| adiutant batalionu                                           | NN                                                              |
| dowódca 7 kompanii strzeleckiej                              | ppor. Witold Stefan Feliks Mirowski                             |
| dowódca 8 kompanii strzeleckiej                              | por. Zygmunt Borucki                                            |
| dowódca 9 kompanii strzeleckiej                              | por. rez. Jan Jagłowski (do 20 IX)                              |
| dowódca 9 kompanii strzeleckiej                              | por. Jan Borkowski (od 21 IX)                                   |
| dowódca 3 kompanii ckm                                       | kpt. Stefan Sommer                                              |
| pododdziały specjalne                                        |                                                                 |
| dowódca kompanii przeciwpancernej                            | por. piech. Kazimierz Orłowski                                  |
| dowódca II plutonu                                           | ppor. piech. Zygmunt Sutkowski                                  |
| dowódca plutonu artylerii piechoty                           | por. art. Teodor Albrecht                                       |
| dowódca kompanii zwiadowców                                  | NN                                                              |
| dowódca plutonu pionierów                                    | kpt. piech. Antoni Józef Szypiński                              |
| dowódca plutonu przeciwgazowego                              | NN                                                              |

## Symbole pułkowe

### Sztandar
3 czerwca 1923 roku gen. Aleksander Osiński wręczył pułkowi chorągiew ufundowaną przez mieszkańców powiatów Suwałki i Augustów

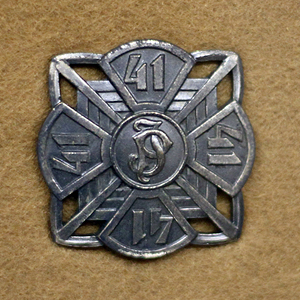
Odznaka pułku

### Odznaka pamiątkowa
Odznaka pierwotnie miała kształt owalnej tarczy, na której umieszczony był orzeł państwowy oraz wpisany numer i inicjały „41 SPP”. Jednoczęściowa – wykonana w tombaku srebrzonym i oksydowanym, bez emalii. Wymiary: 42x26 mm. Wykonanie: J. Rontensztejn – Suwałki
7 września 1927 roku Minister Spraw Wojskowych marszałek Polski Józef Piłsudski zatwierdził wzór i regulamin nowej odznaki pamiątkowej. Odznaka o wymiarach 45x30 mm ma kształt tarczy pokrytej granatową emalią z żółtym obramowaniem. Na tarczy umieszczony jest srebrny orzeł trzymający rozwiniętą chorągiew z wizerunkiem Krzyża Orderu Virtuti Militari. U dołu numer „41” i gałązki dębowe. Odznaka dwuczęściowa, wykonana w srebrze, emaliowana, łączona pięcioma nitami. Na rewersie próba srebra, numer i imiennik grawera „IM” – Józefa Michrowskiego z Warszawy. Autorem projektu odznaki był major Bronisław Sylwin Kencbok (1898-1940), zamordowany w Charkowie.
23 listopada 1937 roku Minister Spraw Wojskowych generał dywizji Tadeusz Kasprzycki zatwierdził nowy wzór i regulamin nowej odznaki pamiątkowej. Odznaka o wymiarach 33x33 mm ma kształt krzyża (wzorowana na odznakach pułków piechoty Legionów). Centrum odznaki stanowi okrągła tarcza z monogramem „JP”. Od tarczy odbiegają topory z cyfrą pułkową „41” i cztery wici – strzały. Odznaka oficerska, jednoczęściowa, wykonana w srebrze, oksydowana. Na rewersie próba srebra, inicjały grawera „IM” – Józefa Michrowskiego z Warszawy.
Odznaka żałobna
26 czerwca 1935 roku Minister Spraw Wojskowych „w celu uczczenia i utrwalenia pamięci Marszałka Józefa Piłsudskiego w pułkach: 1 szwoleżerów, 41 i 66 piechoty, których Szefem był Zmarły Marszałek oraz dla Korpusu Kadetów Nr 1, który w tytule swoim nosi Nazwisko Marszałka Piłsudskiego – ustanowił stałą oznakę żałobną”. Oznakę stanowiła czarna obwódka, średnicy 3 mm, złożona z podwójnego czarnego sznura – jedwabnego u oficerów i podoficerów zawodowych, a bawełnianego u szeregowców i kadetów – przyszyta do krawędzi lewego naramiennika kurtki i płaszcza, i noszona stale w służbie i poza służbą do wszystkich rodzajów ubioru wojskowego (zob. Kult Józefa Piłsudskiego).

## Żołnierze pułku

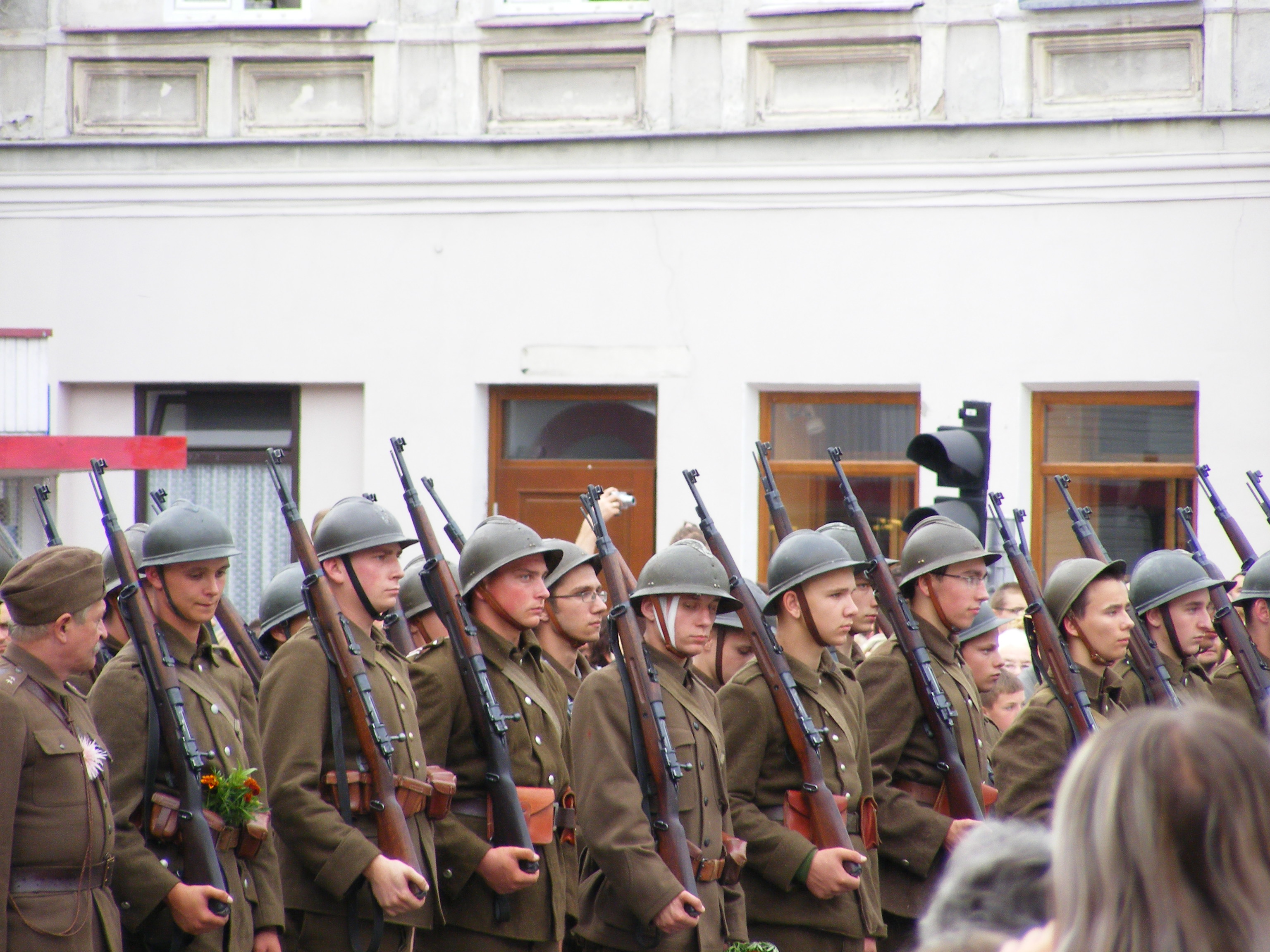
Rekonstrukcja przemarszu pułku przez Suwałki w 1919 roku

Dowódcy pułku
- mjr Mieczysław Mackiewicz (19 XII 1918 – 5 X 1919)
- mjr Ignacy Oziewicz (p.o. 6 X 1919 – 12 IV 1920)
- mjr Mieczysław Mackiewicz (13 IV – 6 VIII 1920)
- mjr Stanisław Juszczacki (7 VIII – 20 IX 1920)[47]
- mjr piech. Kazimierz Hozer (20 IX 1920 – 30 XI 1924 → Departament I MSWojsk.[48])
- ppłk piech. Kazimierz Wyderko (p.o. XII 1924 – I 1925)
- płk piech. Konstanty Oświeciński (18 I 1925[49] – 31 III 1927 → członek OTO)
- płk SG Zdzisław Wincenty Przyjałkowski (31 III 1927 – XI 1928)
- ppłk piech. Witold Adrian Roger Komierowski (I 1929 – VI 1930)
- ppłk dypl. piech. Jarosław Szafran (VI 1930[50] – 1937 → dowódca piechoty dywizyjnej 1 DP Leg.)
- ppłk piech. Kazimierz Wyderko (1937 – IX 1939)

Zastępcy dowódcy pułku
- mjr piech. Władysław Gabriel (10 VII 1922[52][23] – 1924)
- mjr piech. Tytus Obłaza (1924[53] – †19 XII 1926 Grodno[54])
- ppłk piech. Witold Adrian Roger Komierowski (V 1927[55] – I 1929 → dowódca 41 pp)
- ppłk piech. Prymus Żelichowski (IV 1929[56] – X 1931 → dowódca 82 pp[57])
- ppłk piech. Rafał Zieleniewski (X 1931[58] – VI 1934 → komendant PKU Łódź Powiat[59])
- ppłk piech. Zygmunt Walerian Juzwa (VI 1934[60] – VII 1935 → komendant PKU Warszawa Miasto III[61])
- ppłk piech. Erwin Alojzy Wolanek (VII 1935[62] – VIII 1939 → dowódca 134 pp)

II zastępca (Kwatermistrz)
- mjr piech. Kazimierz Buncler (1936 – VIII 1939 → dowódca III baonu)

### Obsada personalna w marcu 1939
| Obsada personalna w marcu 1939                  | Obsada personalna w marcu 1939             | Obsada personalna w marcu 1939      |
| Stanowisko etatowe                              | Stopień, imię i nazwisko                   | Przydział we wrześniu 1939          |
| dowództwo i kwatermistrzostwo                   | dowództwo i kwatermistrzostwo              | dowództwo i kwatermistrzostwo       |
| ----------------------------------------------- | ------------------------------------------ | ----------------------------------- |
| dowódca pułku                                   | ppłk piech. Kazimierz Wyderko              | dowódca pułku                       |
| I zastępca dowódcy pułku                        | ppłk piech. Erwin Alojzy Wolanek           | dowódca 134 pp                      |
| adiutant                                        | kpt. piech. Stanisław Czupryna             |                                     |
| starszy lekarz                                  | kpt. lek. dr Czesław Domasik               |                                     |
| młodszy lekarz                                  | wakat                                      |                                     |
| w dyspozycji dowódcy pułku                      | mjr kontr. Mikołaj Rybaczuk                | w 3 pp Grupy Grodzieńskiej          |
| II zastępca dowódcy pułku (kwatermistrz)        | mjr piech. Kazimierz Buncler               |                                     |
| oficer mobilizacyjny                            | kpt. piech. Ludwik Mendys                  | w 2 pp Grupy Grodzieńskiej          |
| zastępca oficera mobilizacyjnego                | kpt. piech. Zygmunt Niewczasiński          |                                     |
| oficer administracyjno-materiałowy              | kpt. piech. Mieczysław Żukowski            |                                     |
| oficer gospodarczy                              | kpt. int. Czesław Kuchciński               |                                     |
| oficer żywnościowy                              | kpt. adm. (piech.) Franciszek Mierzwa      |                                     |
| dowódca kompanii gospodarczej i oficer taborowy | kpt. tab. Stanisław Praczyk                |                                     |
| kapelmistrz                                     | ppor. kplm. Augustyn Wiśniewski            |                                     |
| I batalion                                      |                                            |                                     |
| dowódca batalionu                               | mjr piech. Edward Euzebiusz Billik         |                                     |
| dowódca 1 kompanii                              | mjr piech. Edward Józef Roth               | dowódca Zakopiańskiego Batalionu ON |
| dowódcy plutonów                                | por. piech. Romuald Leleno                 |                                     |
| dowódcy plutonów                                | por. piech. Józef Tomasz Mackiewicz        | w 2 pp Grupy Grodzieńskie           |
| dowódcy plutonów                                | ppor. piech. Klemens Ostrowski             |                                     |
| dowódca 2 kompanii                              | kpt. piech. Piotr Zadrowski                |                                     |
| dowódcy plutonów                                | ppor. piech. Jan Borysewicz                |                                     |
| dowódcy plutonów                                | ppor. piech. Władysław Roman Sinecki       |                                     |
| dowódca 3 kompanii                              | por. piech. Władysław Szymborski           |                                     |
| dowódcy plutonów                                | ppor. piech. Stanisław Prus                |                                     |
| dowódcy plutonów                                | ppor. piech. Zygmunt Sutkowski             | dowódca II plutonu kompanii ppanc.  |
| dowódca 1 kompanii karabinów maszynowych        | kpt. piech. Marcin Borek                   | dowódca 1 kompanii ckm              |
| dowódcy plutonów                                | por. piech. Jan Borkowski                  |                                     |
| dowódcy plutonów                                | ppor. piech. Paweł Piotr Suchomski         |                                     |
| II batalion                                     |                                            |                                     |
| dowódca batalionu                               | mjr piech. Stanisław II Błaszczyk          |                                     |
| dowódca 4 kompanii                              | por. piech. Ferdynand Emilian Dyjankiewicz | w 1 pp Grupy Grodzieńskiej          |
| dowódca plutonu                                 | ppor. piech. Wojciech Szczęsnowicz         |                                     |
| dowódca 5 kompanii                              | kpt. piech. Wacław Nowicki                 |                                     |
| dowódca plutonu                                 | por. piech. Henryk Barwiński               |                                     |
| dowódca 6 kompanii                              | kpt. piech. Stanisław Łaganowski           |                                     |
| dowódcy plutonów                                | por. piech. Witold Sylwan Litwiniak        | †1940 Charków                       |
| dowódcy plutonów                                | por. piech. Tadeusz Ludwik Makowski        |                                     |
| dowódca 2 kompanii karabinów maszynowych        | kpt. piech. Józef Antoni Ruschar           | w 3 pp Grupy Grodzieńskiej          |
| dowódca plutonu                                 | ppor. piech. Eugeniusz Siniewicz           |                                     |
| III batalion                                    |                                            |                                     |
| dowódca batalionu                               | mjr piech. Roman Marian Zagłoba-Kaniowski  |                                     |
| dowódca 7 kompanii                              | kpt. piech. Stanisław Siedlecki            |                                     |
| dowódcy plutonów                                | ppor. piech. Władysław Kuszel              |                                     |
| dowódcy plutonów                                | ppor. piech. Stanisław Szabunia            |                                     |
| dowódca 8 kompanii                              | por. piech. Jan Wojciech Maksymowicz       |                                     |
| dowódcy plutonów                                |                                            |                                     |
|                                                 |                                            |                                     |
| dowódca 9 kompanii                              | kpt. piech. Seweryn Wilk                   | w 2 pp Grupy Grodzieńskiej          |
| dowódcy plutonów                                |                                            |                                     |
|                                                 |                                            |                                     |
| dowódca 3 kompanii karabinów maszynowych        | kpt. piech. Stefan Sommer                  |                                     |
| dowódcy plutonów                                |                                            |                                     |
|                                                 |                                            |                                     |
| pododdziały specjalne                           |                                            |                                     |
| dowódca plutonu łączności                       | kpt. piech. Ignacy Lubowski                | oficer łączności pułku              |
| dowódca plutonu pionierów                       | kpt. piech. Antoni Józef Szypiński         |                                     |
| dowódca plutonu artylerii piechoty              | por. art. Teodor Albrecht                  |                                     |
| dowódca plutonu przeciwpancernego               | por. piech. Kazimierz Orłowski             |                                     |
| dowódca oddziału zwiadu                         | por. piech. Mieczysław Wojno               |                                     |
| odkomenderowani na kurs                         |                                            |                                     |
|                                                 | kpt. piech. Stanisław Adam Martini         |                                     |
| kpt. adm. (piech.) Józef Kapka                  |                                            |                                     |
| por. piech. Zygmunt Borucki                     | dowódca 8 kompanii strzeleckiej            |                                     |
| por. piech. Jan Przybyłowicz                    |                                            |                                     |
| por. piech. Władysław Roszko                    | dowódca 5 kompanii strzeleckiej            |                                     |
| ppor. piech. Jan Kuczkowski                     | przeniesiony do 4 plot.                    |                                     |

### Żołnierze 41 pułku piechoty – ofiary zbrodni katyńskiej
Biogramy ofiar zbrodni katyńskiej znajdują się między innymi w bazach udostępnionych przez Ministerstwo Kultury i Dziedzictwa Narodowego oraz Muzeum Katyńskie.
| Nazwisko i imię           | stopień     | zawód                   | miejsce pracy przed mobilizacją | zamordowany |
| ------------------------- | ----------- | ----------------------- | ------------------------------- | ----------- |
| Anton iBielan             | ppor. rez.  |                         |                                 | Katyń       |
| Wiktor Bronakowski        | ppor. rez.  |                         | Uniwersytet Wileński            | Charków     |
| Jan Bryła                 | ppor. rez.  | nauczyciel              | Szkoła w Dowiatach              | Charków     |
| Aleksander Butkiewicz     | ppor. rez.  | ekonomista              |                                 | Katyń       |
| Bronisław Bzymek          | ppor. rez.  | absolwent SGH           |                                 | Charków     |
| Edward Cynkutis           | ppor. rez.  | urzędnik                | Starostwo w Suwałkach (e)       | Charków     |
| Stanisław Czupryna        | kapitan     | żołnierz zawodowy       | I adiutant 41 pp                | Charków     |
| Górercki Czesław          | ppor. rez.  | nauczyciel              |                                 | Charków     |
| Jacyna Jan Edmund         | ppor. rez.  | nauczyciel              | Szkoła w Raczkach               | Charków     |
| Jankowski Tadeusz         | ppor. rez.  | historyk                | kier. biblioteki w Grodnie      | Katyń       |
| Jaroma Henryk             | ppor. rez.  |                         |                                 | Katyń       |
| Kołodziejski Władysław    | ppor. rez.  | nauczyciel              | szkoła powszechna               | Charków     |
| Korytkowski Aleksander    | ppor. rez.  | inżynier rolnik         | Urząd Ziemski w Augustowie      | Charków     |
| Kwiatek Jan               | ppor. rez.  |                         |                                 | Charków     |
| Landau Wacław             | ppor. rez.  |                         |                                 | Katyń       |
| Litwiniak Witold Sylwan   | por. piech. | oficer służby stałej    |                                 | Charków     |
| Marcinkiewicz Józef       | por. rez.   | matematyk, dr filozofii | Uniwersytet Wileński            | Charków     |
| Morze Józef               | por. rez.   | leśnik                  | Nadleśnictwo Wierśnie           | Charków     |
| Olejniczakowski Eugeniusz | kpt. rez.   | prawnik                 | starosta w Krasnymstawie        | Charków     |
| Nocuń Stanisław           | ppor. rez.  | nauczyciel              |                                 | Katyń       |
| Piekielny Władysław       | ppor. rez.  | pracownik naukowy       | Politechnika Warszawska         | Katyń       |
| Raszke Marian             | por. rez.   | dziennikarz             |                                 | Katyń       |
| Trejgiel Włodzimierz      | ppor. rez.  | urzędnik                |                                 | Katyń       |
| Wrocławski Michał         | ppor. rez.  | nauczyciel              | szkoła w Gatinice               | Katyń       |
| Paszkowski Aleksy         | ppor. rez.  | prawnik                 |                                 | Charków     |
| Przyrowski Jan            | ppor. rez.  | nauczyciel              | szkoła w Raczkach               | BLK         |
| Siemiński Apolinary       | ppor. rez.  | technik leśnik          |                                 | Charków     |
| Sokołowski Henryk         | ppor. rez.  | absolwent SGGW          |                                 | Charków     |
| Szymkiewicz Michał        | ppor. rez.  |                         |                                 | Charków     |
| Szypiński Antoni Józef    | kapitan     | żołnierz zawodowy       | dowódca plutonu pionierów       | Charków     |
| Świerczewski Mieczysław   | ppor. rez.  | inżynier leśnik         | Starostwo w Tarnowie            | Charków     |
| Tumiłowicz Wacław         | kpt. rez.   |                         | (e)                             | Charków     |
| Wilk Seweryn              | kapitan     | żołnierz zawodowy       | dowódca 9/40 pp                 | Charków     |

## Upamiętnienie
W okresie III Rzeczypospolitej tradycje pułku kultywował 1 batalion zmechanizowany 29 Brygady Zmechanizowanej ze  Szczecina.

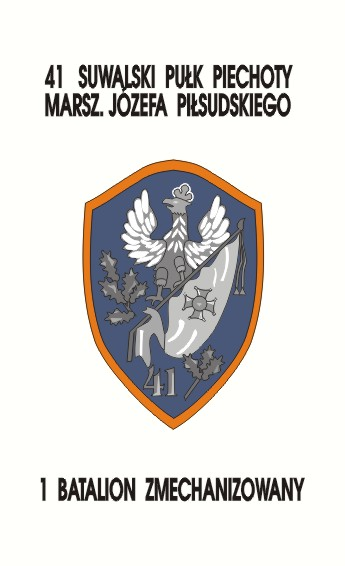
Plakat z 29 Brygady Zmechanizowanej